# S.Y.P.H.
S.Y.P.H. is een in 1977 opgerichte Duitse punkband uit Solingen. Leden van de band wisselden onder andere naar de bands Mittagspause, Fehlfarben, die Krupps en Propaganda. 

## Bezetting
Oprichters
- Peter Braatz alias Harry Rag en Petrus Braatzi (zang)
- Thomas Schwebel (gitaar)
- Uwe Jahnke (gitaar)
- Ulli Putsch (drums, tot 1986)

Voormalige leden
- Jojo Wolter (basgitaar, vanaf 1980)
- Gilbert Hetzel
- Thomas Oberhoff
- Uwe Haller
- Jörg Rhode

- Ingo Giesing
- Ralf Dörper (later die Krupps en Propaganda)
- Waldemar Kutschma
- Jan Starek
- Ralf Bauerfeind (drums, vanaf 1986)

## Geschiedenis
De band werd in 1977 geformeerd in Solingen door Peter Braatz, Thomas Schwebel, Uwe Jahnke en Ulli Putsch. Schwebel verliet de band en voegde zich bij de Düsseldorfse band Mittagspause. Tot de kernbezetting behoorde daarna ook Jojo Wolter, die bij de eerste lp in 1980 bij de band kwam. De band werd echter altijd weer rond de kern aangevuld door Gilbert Hetzel, Thomas Oberhoff, Uwe Haller, Jörg Rhode, Ingo Giesing, Ralf Dörper, Waldemar Kutschma en Jan Starek.
In 1978 bracht S.Y.P.H. hun eerste geluidsdragers uit en klom deze spoedig op naar de eerste rij van de vroege NDW-bands. Hun debuut-ep Viel Feind, viel Ehr zorgde naar aanleiding van de omstreden cover (RAF-gerelateerd) voor discussies. Het nummer Zurück zum Beton is een klassieker en werd al toentertijd gecoverd door bands als Mittagspause en P.D.. Het nummer leverde ook de titel voor de veel gekoesterde tentoonstelling over de beginselen van punk en new wave in Duitsland in de Kunsthalle Düsseldorf in de zomer van 2002. Eind 1979 was de bezetting met Braatz, Jahnke, Wolter en Putsch betrekkelijk stabiel.
Hun in 1980 verschenen debuut-lp verbaasde door twee verschillende kanten. Op de eerste kant bood de band korte en nipt 1,5 tot 2,5 minuten durende punkkrakers als Zurück zum Beton en Industrie-Mädchen (onder de titel Große Liebe Maxi gecoverd door de Fehlfarben) en op de tweede kant bood de band experimentele en langere nummers, die zich deels aanleunden aan de Avant-garde-band Can. Voor zover was het niet verwonderlijk, dat Holger Czukay (van Can) in 1980 het album Pst produceerde. Braatz bracht onder eigen regie twee Best Of-albums uit met tot dusver niet uitgebrachte nummers.
In 1982 ontmoetten Peter Braatz en Uwe Jahnke zich om nieuwe opnamen te maken. Hieruit ontstond een dubbelsingle en het album Harbeitslose, dat weer duidelijk meer experimenteel oogde. Ook erbij waren Thomas Oberhoff en Gilbert Hetzel. Braatz draaide over het op de dubbelsingle staande nummer Der Bauer im Parkdeck een film.
In 1984 kwam de bezetting Braatz, Jahnke, Wolter en Putsch weer samen. In 1985 verraste S.Y.P.H. met het dubbelalbum Wieleicht, wiens cover was aangeleund aan het witte album van The Beatles. Putsch verliet echter in 1986 de band en werd vervangen door Ralf Bauerfeind, die zijn debuut maakte op het album Am Rhein. Na een liveopname werd het rond de band vrij rustig. In 1993 verscheen het album Rot Geld Blau als vooralsnog laatste album voor een langere periode. De kern van de band ontmoette elkaar soms in een ontspannen samenzijn en zo werd onder andere de dubbel-cd-sampler Ungehörsam in 2004 uitgebracht. In 2006 speelden Braatz en Wolter met diverse gastmuzikanten het album -1 in. In 2009 vond in de feestzaal van Kreuzberg een zeldzaam optreden plaats in de bezetting Bauerfeind, Braatz, Jahnke en Wolter. In 2011 vonden in Solingen nieuwe opnamen plaats, waarbij naast Bauerfeind, Jahnke en Wolter ook Jörg Lehnardt (gitaar) en Georg Zangl (staalharp) waren betrokken. De naderhand aan de muziek toegevoegde zangopnamen maakten deel uit van de onenigheid tussen Bauerfeind, Jahnke, Wolter, Zangl en Braatz. De band besloot om afscheid te nemen van Peter Braatz en bereidde het met nieuwe teksten en zangopnamen door Doc Schoko voorziene S.Y.P.H.-album E.X. voor voor publicatie bij Tapete Records, hetgeen in juli 2013 met een kort geding door Peter Braatz vooralsnog werd verhinderd.

## Discografie
- 1979: Viel Feind, Viel Ehr (single)
- 1980: S.Y.P.H. Pure Freude (Hello to the Mipau) (lp)
- 1980: Pst (lp)
- 1981: Neu, Grösser, Weicher, Saftiger (Live im S.O.36/Live Hier und Da) (lp)
- 1981: S.Y.P.H. (Die 4.) (lp)
- 1982: S.Y.P.H. (dubbelsingle)
- 1982: Das tönende S.Y.P.H.-Buch 3 mc-box)
- 1982: Harbeitslose (lp)
- 1985: Wieleicht (dubbel-lp)
- 1986: I Want U (maxi)
- 1987: Am Rhein (lp)
- 1987: Stereodrom (Live) (lp)
- 1993: Rot Geld Blau (lp + 7"/cd)
- 2004: Ungehörsam (dubbel-cd)
- 2004: Rare and Lost into the future (lp)
- 2006: -1 (cd)